# Gabriela Pérez del Solar
Gabriela Lourdes „Gaby” Pérez del Solar Cuculiza (ur. 10 lipca 1968 w Ica) – peruwiańska siatkarka. Srebrna medalistka olimpijska z Seulu.
Brała udział w dwóch igrzyskach (IO 84, IO 88). W 1988 Peruwianki w finale uległy reprezentacji Związku Radzieckiego. Gabriela Pérez del Solar w turnieju wystąpiła w pięciu spotkaniach. Cztery lata wcześniej, na igrzyskach w Los Angeles zagrała w jednym meczu (czwarte miejsce). W 1986 była brązową medalistką mistrzostw świata. Ma w dorobku tytuły mistrzyni Ameryki Południowej oraz medale igrzysk panamerykańskich (srebro w 1987, brąz w 1991). Karierę reprezentacyjną zakończyła w 1993. W ojczyźnie grała w Regatas Lima, od 1988 przez kilkanaście lat – z przerwami na grę w Peru i Japonii – była zawodniczką włoskich klubów. Trzykrotnie była mistrzynią Italii (1990, 1991 i 1993).
Karierę polityczną rozpoczęła w 2005 Partido Popular Cristiano. Od 2006 jest członkinią Kongresu z ramienia Unidad Nacional.

## Nagrody indywidualne
- 1986: najlepsza blokująca mistrzostw Świata